# Кирил Георгиевски
Кирил (Киро) Данаилов Георгиевски с псевдоним Деян (на македонска литературна норма: Кирил Данаилов Георгиевски) е югославски партизанин, деец на комунистическата съпротива във Вардарска Македония, полковник от запаса на Югославската народна армия.

## Биография
Роден е на 15 август 1910 година в град Прилеп. Завършва техническия факултет на Белградския университет. През 1941 година става член на ЮКП. Включва се в югославската комунистическа съпротива и за действията си е осъден задочно на смърт. В края на 1943 година става член на Главния щаб на НОВ и ПОМ. Делегат е на Първото заседание на АСНОМ и на второто заседание на АВНОЮ. Георгиевски като емисар на ЮКП внушава на Наум Пейов да организира някои от членовете на СНОВ и активисти на СНОФ в отделен отряд, който по-късно се прехвърля в Югославия. До 1945 година е заместник-началник на ОЗНА за Македония. След Втората световна война е назначен за министър на комуналните работи на Социалистическа република Македония. Последователно е председател на Плановата комисия на СРМ, генерален секретар на Събранието на СРМ, председател на Републиканския съвет на Събранието на СРМ. Отделно е член на ЦК на МКП и на ЦК на ЮКП и председател на Червения кръст за Македония. Носител е на Партизански възпоменателен медал 1941 година.